# الروغ (حفاش)

تعديل مصدري - تعديل

الروغ هي إحدى قرى عزلة الملاحنة بمديرية حفاش التابعة لمحافظة المحويت، بلغ تعداد سكانها 418 نسمة حسب تعداد اليمن لعام 2004.